# James DeBello
James DeBello (n. 9 de junio de 1980) es un actor estadounidense.

## Filmografía
- The Penthouse (2010)
- Transylmania (2008)
- Ghouls (2008)
- After Sex (2007)
- National Lampoon's Dorm Daze 2 (2006)
- Steel City (2006)
- The Hillz (2004)
- National Lampoon Presents Dorm Daze (2003)
- Cabin Fever (2002)
- Swimfan (2002)
- Pledge of Allegiance (2002)
- Going Greek (2001) (no acreditado)
- Scary Movie 2 (2001)
- 100 Girls (2000)
- Crime and Punishment in Suburbia (2000)
- Detroit Rock City (1999)
- American Pie (1999)
- Here Lies Lonely (1999)